# コンツェルン
コンツェルン（ドイツ語：Konzern）とは、独占価格を形成するために生産から販売までを統制するグループである。カルテルを基礎にしている（重畳的関係）。交通経済上における自由活動性を制限するトラストほど、結束が強くないこともある。統一機関を設けた例には、IGファルベンのように参加企業が持株会社を所有したもの、シーメンスのように参加企業の財務担当が寄り合って管理会社を運営したもの、合同製鋼（Vereinigte Stahlwerke）のように参加企業が全営業を首脳会社に譲り渡して株式の交付を受けたものがある。統一機関を設けないときは、参加企業の一つを選んで代わりをさせた。スチンネス（Stinnes AG）のような同族経営の場合は役員結合だけでコンツェルンの実体を維持した。

## 金融コンツェルン
日本の財閥は持株会社を利用し同族性を維持した。戦前の三井、三菱、住友、安田などが例である。三井とロンドンロスチャイルド家のコンツェルンは、全体の資産を統合し、本社を合名会社として、傘下に株式会社化した子会社を置いた。日本等では財閥解体が徹底されなかったので、事業会社を抜け道に株式の持ち合いが行われた。資本の自由化により1980年代から旧財閥グループがひたすら機関化していった。2005年頃から現れ始めた「ホールディングス」、「グループ本社」、「フィナンシャル・グループ」は、機関化された持株会社であるが、それ自体も機関投資家である。これは金融コンツェルンである。金融コンツェルンは機関投資家である。ヴァイマル共和政下のハイパーインフレーションで数多く設立された。金融コンツェルンもコンツェルンである。発祥地のドイツでコンツェルンと表現されるものは単に「親子型の企業グループ」を意味するに過ぎず、経済学者の下谷政弘は日本でのコンツェルンの使い方は誤用であると自著『新興コンツェルンと財閥―理論と歴史』で指摘する。
金融コンツェルン（いわゆる金融資本）は、ドイツの銀行・保険業だけではない。ロックフェラー家やJPモルガンは金融コンツェルンの代表である。デュポンとメロン財閥も同様である。金融資本は生保などの機関投資家を自身の証券タンクにしてしまい（1907年恐慌）、戦後は拡大したシャドー・バンキング・システムのレポ借入れ先として機関投資家をあてがった。預金金利は独占価格でないかに見える。しかしアメリカの金融資本は連合して、連邦準備制度の創設からずっと貿易金融を事実上独占し、USドルを今日まで基軸通貨に据え置くことで、市場金利が高止まりするような構造をつくったのである。
イーヴァル・クルーガーのマッチ帝国も金融コンツェルンであった。もっとも、この場合は国際金融と粉飾決算が行われたから金融コンツェルンといっているのであって、実態はマッチの独占価格を形成する事業コンツェルンであった。マッチと関係ないエリクソンなどを買収するといった、意図の分からない戦略も展開した。こういう事例が存したので、コンツェルンとコングロマリットに大差はないといわれることが往々にある。実際戦後において、アメリカ系の多国籍企業がひたすら拡大経営に走った。

## スチンネスの軌跡
同族経営のコンツェルンは解体されたり、免れても機関化されたりするので、現代社会に対する影響力は限定されている。かつてスチンネスとかシュティンネスとかいう同族コンツェルンは、国際貿易で取得した外貨を悉く債権国への直接投資に用いて非難された。そこで1923年、連邦準備制度がレポ市場を拡大してヴァイマル共和政に対する投資を促進したのである。スチンネスは「ドイツ海外事業（Deutscher Überseedienst）」という通信社の全権を掌握し、AEGの機関銀行＝ベルリン商業銀行（Berliner Handels-Gesellschaft）株を35000株保有し同社監査役となっていた。

### ライフライン結合
スチンネス家は19世紀初頭からの実業家である。1810年、マチアス・スチンネス（Mathias Stinnes）が1240ターラーでルール河畔のミュールハイムに一炭坑と一船舶を手に入れて、ライン川の石炭輸送業者となった。1820年には66隻も動かしていたという。1845年、マチアスは死んだ。ドイツが工業化しようとしているとき、スチンネス家は鉱山地方で既に確固たる名声を博していた。マチアスには13人の子供があった。その第4・6・13子は家業を継いだ。スチンネスは世紀末の不況に展開された企業合同運動に参加した。スチンネスは、ルール地方で結合した三大企業のすべてにおいて創立者であった（1858年創立のドルトムント鉱山会社連合、1893年設立のライン・ウェストファリア石炭シンジケート、1903年設置のライン石炭船舶会社）。
マチアスの末っ子の第2子として生まれたフーゴー（Hugo Stinnes）は、1893年に独立してミュールハイムに会社をつくった。1898年、RWEの創設を主導して資本参加した。自治体も参与してサービスもガス・水道・市街電車等にわたる広範な事業体となった。1902年、アウグスト・ティッセン（August Thyssen）と提携して、この会社の多数株を獲得し、互いの炭坑業を結合させた。ここにも自治体が参与し、発言権をもっていた（エッセン、ミュールハイム、ルールオルト、チューリンゲン、ゲルゼンキルヒェン、その他多数）。スチンネスは監査役会長として事実上の支配者であった。別の公私混合企業が破綻したときは、これを1901年ボーフムのドイツ・ルクセンブルク鉱業会社に再編した（Deutsch-Luxemburgische Bergwerks- und Hütten-AG）。このときダルムシュタット銀行のベルンハルト・デルンブルクを参謀にかかえ、ディフェルディンゲン・ダンネンバウム会社（Aktiengesellschaft für Eisen- und Kohlenindustrie Differdingen-Dannenbaum）を巧妙に再編した。1911年以後、スチンネスはノルトゼーヴェルケと結合して海運業にも進出した。エッセン北部やベルリンでは土地投機を行って、他の事業とあわせて税収に貢献した。
1913-4年の冬に、フーゴーはオスマン帝国へ進出した。ベルギーのエルグリー採炭会社（Ereğli coal mine）優先株500万フランを獲得したのである。同社はトルコの大油田に50年の長期採掘権をもっていた。

### インフレと賠償
第一次世界大戦はスチンネスの国際貿易に当初こそ甚大なる影響を与えたが、ドイツ・ルクセンブルク鉱業会社は軍需物資の供給者となり、同業他社をつぎつぎと吸収した。スウェーデンとの貿易は継続し拡大した。フーゴーは現在のハパック・ロイド社と関係がある。戦中にハパックの監査役になったのである。積荷の練炭は数社を買収することで確保した。フーゴーの戦略は、インフレ経済だから借金をして物的価値を貯めこもうというものであった。ヴェルサイユ条約によりハパックをふくむドイツ企業は財産を接収された。スチンネスのドイツ・ルクセンブルク鉱業会社は、南西部の全企業を喪失し、鉄鋼と石炭の供給を絶たれた。挽回の第一歩としてゲルゼンキルヒェン鉱業（Gelsenkirchener Bergwerks-AG）と80年間の協業契約が結ばれ、親会社（Rhein-Elbe-Union GmbH）も設置された。1920年にボフーム鉱山鋳鉄会社（Bochumer Verein）を買収した。借りて買って、それを担保に入れての繰返しで、スチンネスは同年シーメンスまで傘下に収めてしまった。
フーゴーは同1920年のスパの石炭会議へ専門家として派遣されたが、その席上でフランスの要求を撥ねつけた。ヴァルター・ラーテナウの暗殺されるまで、フーゴーは一切の妥協を拒んだ。この後ヴィースバーデンでフランスと協定を結んだ。フランス再建のために賠償物資を引き渡す契約であったが、当初は価格決定をドイツ鉱業会社が統制していたものを、個々のドイツ企業家が直接にフランスの復興官庁と、賠償勘定を使って自由な引渡し契約を結ぶことができるようにしてしまった。スチンネスも参加して非常に儲けたので、賠償問題にあまり反対しなくなった。ルール占領のときに契約は中絶してしまったが、フーゴーは石炭輸入業者として脚光を浴びた。ライヒスバンクぬきで外国為替を獲得し、フーゴーはイギリスから石炭を買った。マルクは下落した。1923年10月、フーゴーはデュッセルドルフでフランスの強硬な要求を飲まされた。すなわちアルベルト・フェーグラー（Albert Vögler）がライン・ウェストファリア石炭を代表して工場鉱山統制協同委員会（MICUM）と供給協定を結んだのである。
1924年4月10日にフーゴーは死亡し、王族のように手厚く葬られた。

### 家庭崩壊と残債
1923年のレポ貸出拡張とレンテンマルクによってインフレは収束していた。翌1924年のドーズ案がマルクをさらに安定させた。スチンネス家は事業の清算と返済に専心すべきであったが、債権国の非難した国外事業まで拡大させていた。物的価値で支えられたスチンネス・コンツェルンは、借入金に対する資産価値を暴落させていたのである。
スチンネス・コンツェルンがベルリンとハンブルクに分裂した。ベルリンの社長は長兄が承継し（Edmund）、ハンブルクの社長には次男が就任した（Hugo Hermann Stinnes）。フェーグラーはドイツ・ルクセンブルク鉱業会社から離れて、オーストリアのアルピネ鉱山会社（Alpine-Montangesellschaft）会長となった。1925年3月に長兄がノルトステルン保険（Nordstern）やアガ自動車（Aktiengesellschaft für Automobilbau）等を引取って引退するまで次男はコンツェルンを拡張した。
次男は主にダルムシュタット銀行から借りていた。1925年6月5日、彼はライヒスバンクで債権者20行を前に3000万マルクの支払不能を声明した。ほどなく差押資産の価格が債務整理の想定より低いことが分かり、さらに続々と新しい債権者が現れて債務が増加した。結局、スチンネス・コンツェルンは全事業を売却することになった。ベルリン商業銀行の株式はカール・フュルステンベルク（Carl Fürstenberg）のコンソーシアムにおよそ1000万マルクで譲渡された。本丸のドイツ・ルクセンブルク鉱業会社は、1250万マルクという法外な安値で、シュローダーとディロン・リード（Dillon, Read & Co.）に売却された。シーメンス・シュッケルト（Siemens-Schuckertwerke）株の塊は、3000万マルクでシーメンス家の関係するコンソーシアムに売却された。バロペル鉛業会社（Baroper Walzwerk）株式550万マルクおよび同優先株120万マルクは、たったの50万マルクでヴォルフ・ネッター・ヤコビ（Wolf Netter & Jacobi）に買い戻された。褐炭・石油事業は現存するBASFへ1650万マルクで売却された。各自治体も競売にふるって参加したが、特にプロイセン州はRWE持分を1200万マルクで入手したのみならず、ポメルン州にコンツェルンが所有していた森林を190万マルクで買い入れた。ホテル事業は長く売れ残った。貿易事業の処分は最も困難で、旧友などを頼ることとなった。ノルトステルン保険は長兄が多数の株式をエドアルト・フォン・デア・ハイト（Eduard von der Heydt）のコンソーシアムに110万マルクで売却した。
スチンネスの債務整理と残債が欧州のシステミック・リスクに発展し、クレディタンシュタルト破綻の遠因となった。